# Serge Venturini
Serge Venturini es un poeta francés. Nació el 12 de octubre de 1955 en París.

## Elementos biográficos
Serge Venturini es poeta y profesor de Literatura en el Val d'Oise (departamento des las afueras de París) desde 1996, fecha de su regreso a Francia después de algunas estancias en el extranjero, empezando por el Líbano (1979-1981) y Marruecos (1981-1984). Tras un regreso breve a Francia (1984-1987), se instala en Armenia (1987-1990) y en Polonia, mandado por el Ministerio de Asuntos Exteriores.
Su madre (nacida en Figline di Prato, Italia) trabaja algunas veces como costurera y otras como asistenta y su padre (nacido en Rutali, Córcega) es dibujante-cartógrafo para el Instituto Geográfico Nacional durante la semana y durante los días festivos guitarrista-cantante, con su hermano Jean, en las galas corsas del París de los años 1950. Pasa su infancia en el VII Distrito de París, cerca del Museo Rodin. De 1955 a 1979, vive en la calle Rousselet, nứmero 7. Descubre a Heráclito de Éfeso, Empédocles de Agrigento, Arthur Rimbaud y Friedrich Nietzsche. Empieza a escribir a los 15 años.
Su poésie du devenir, poesía del hacerse (o poesía del volverse), fulgurante y cristalina segứn Geneviève Clancy que lo reveló, influenciada por las obras de Pierre Reverdy y sobre todo por René Char, está en el cruce entre la poesía y la prosa, entre lo político y lo filosófico. Fue calificada como tal por Yves Bonnefoy, André du Bouchet, Abdellatif Laâbi y Laurent Terzieff. 
Sus libros son libros del combate del Ser. El aire, la tierra, el agua y sobre todo el fuego, ocupan en su obra un sitio considerable. La Resistencia de la poesía reside en el alma de sus combates cotidianos para una palabra rebelde cada vez más libre y desenclavada. Desarrolla su Poética del hacerse en un premier livre d’Éclats, (1976-1999) donde se cuestiona le devenir humain (el hacerse humano). 
Le livre II d’Éclats (2000-2007) prosigue este trabajo de reflexión con un cuestionamiento sobre le devenir posthumain. Le livre III de su Poética d’Éclats en el que trata el tema del devenir transhumain fue publicado en el 2009. A finales de 2007, crea una teoría segứn la cual existiría, entre lo visible y lo invisible, un pasaje, el tiempo de un relámpago, el instante de una visión : lo transvisible. Escribió : 

El negro fuego subterráneo abrasa de huesos blancos de muertos.

Trás mi apellido se esconde una verdadera máquina de guerra.

Mi Palabra no es de pluma. ― Es una hoja cortante.
Serge Venturini, Fulguriances.

## Lo transvisible
Lo tranvisible es una teoría segứn la cual existiría, entre lo visible y lo invisible, un pasaje, el tiempo de un relámpago, el instante de una visión.
Para poder comprender esta teoría que queda por forjar, hay que volver a algunas nociones fundadoras de lo transvisible, porque no todos salimos de la caverna de Platón, ya que seguimos tomando la apariencia de la realidad por la realidad misma, en un mundo pendiente de la trampa de la imagen, donde la ausencia de esta misma (la imagen) es una prueba de no-realidad, de no-verdad y por ende de mentira donde la realidad misma se vuelve ficción, y al contrario y donde finalmente, "un mundo realmente al revés, lo verdadero es un momento de lo falso », segứn Guy Debord, en un mundo en el que la virtual se convirtió en una realidad.
La primera de estas nociones es el posthumain, en el que vemos morir el antiguo humanismo nacido con el renacimiento italiano. Más allá de esta noción, como en una segunda etapa, nos referimos a lo transhumano, como una necesidad de ir más allá de la noción precedente. El trasumanar de Dante queda una referencia fundamental para esta problemática. "Transhumanar", ir más allá de lo humano, "por encima del bien y del mal" segứn la palabra de Nietzsche.
Lo transvisible podría, en el plano simbólico, ser materializado por una flecha que saldría de lo visible para perderse en lo invisible. Estampa de la filosofía del volverse y por ende de la transformación del ser, lo transvisible es un momento de no precisión entre lo ya no y el aứn no, momento cercano de lo onírico, donde el espíritu se hunde en el subconsciente a partir del estado de vela hasta el sueño nocturno, que a veces se vuelve sueño premonitorio. Segứn Henri Bergson, contener lo que ya no es, anticipar sobre lo que aứn no es, es la primera función de la consciencia.
El agua también parece ser una excelente metaforización entre el mundo líquido (lo visible) y el vapor de agua (lo invisible). El viento también, capaz de mover el follaje de los árboles sin ser visible, o al revés, cuando nada parece moverse y un soplo roza la cara, se parece a la luz. O incluso de otra manera, cuando sin reglas bancarias estrictas, el dinero, en tanto que valor monetario, se ha vuelto cada vez más inmaterial, o virtual, transvisible.
De ahí la dificultad en clarificar esta fulgurencia del pasaje entre lo visible para el ojo y el espíritu y lo que ya no lo es, como lo revela por ejemplo el famoso procedido del encadenado en el cine ; este pasaje de transición de una imagen a otra en la que una va desapareciendo progresivamente y la otra va volviéndose cada vez más intensa. Es el mismo en la música entre un tema y otro tema.
Entre ciencia y arte, un ejemplo es dado por el ingeniero florentino Maurizio Seracini, especialista de la Reflectografía infrarroja, pionero de la restauración de las obras de Leonardo da Vinci que ha sabido utilizar las técnicas más innovadoras, para encontrar la Batalla de Anghiari y visualizar bajo el actual inacabado cuadro de la Adoración de los magos, uno de los primeros dibujos subyacientes del maestro. Ver, bajo la aparencia de una representación, otra realidad. Estamos en lo transvisible. Mirar más allá del ver. Para Pablo Picasso quien señalaba esta dificultad, bajo otra perspectiva, "habría que poder enseñar los cuadros que están debajo del cuadro".
Entre lo "siendo" y lo "no-siendo" entonces, en un mundo en el que los intercambios entre las personas se desmaterializan cada vez más se avanza en el tiempo. Algunos cartesianos sólo ven en ello una forma de lo indeterminado, de lo improbable, de lo "allamable", y rechazan así esta problemática. Todo lo que no queda formulado, teniendo ningứn estatuto propio, merece entonces poca consideración.
Sin embargo, algunos como Merleau-Ponty fueron en su época apasionados por las relaciones entre lo visible y lo invisible. Este filósofo incluso veía en ello una profundidad carnal. Algunos poetas intentaron a través de la palabra tocar la cara de lo invisible. El vacío, la nada, lo impensado en el sujeto es rico de potencialidades. Se trata exactamente de ver, de pasar de lo opaco a lo translứcido, antes de llegar a la transparencia de lo invisible. Insistamos en la permeabilidad de estos mundos ; ya que algunos espíritus demasiado cartesianos son ajenos a este diálogo. Los poetas, vectores de transvisibilidad, transmisores de luz, portadores de fuego, son seres a medio camino entre estos mundos. En el paso de lo visible a lo invisible, lo transvisible transfigura el Tiempo.

## Obras
- D’aurorales clartés : elección de poemas reunidos por el autor, 1971-1995 ; Paris : Gutenberg XXIe siècle, 2000 (libro dedicado a Ósip Mandelshtam), OCLC 47692464
- Éclats : d'une poétique du devenir humain, 1976-1999 ; Paris : L'Harmattan, 2000 (libro dedicado a Paul Celan), OCLC 44448871
  - Artículo sobre el libro : Paul Van Melle, "J'ai trouvé une autre Bible", en Bulletin, n° 44 (2000), La Hulpe
- Le sens de la terre, seguido por L’Effeuillée, Aphrodite en trente variations, 1999-2003, Éditions Didro, Paris, 2004 (libro dedicado a Yves Battistini), ISBN 2-910726-64-9[13]
  - Artículo sobre el libro : Paul Van Melle, "Prose... sans ateliers", en Bulletin, n° 84, La Hulpe
- Sayat-Nova, Odes arméniennes (traducción de las 47 odes), con Élisabeth Mouradian, Éditions L’Harmattan, 2000-2006, Paris, 2006 (libro dedicado a Sergei Paradjanov), ISBN 2-296-01398-8[3]
  - Artículos sobre el libro labelizado para el año de Armenia, septiembre de 2006-julio de 2007 : "Arménie, mon amie !"
  - Libro escogido para la selección del Premio Charles Aznavour, el 19 de noviembre de 2006, en el Festival del Libro armenio de Marsella[14]
  - Annie Pilibossian, en Bulletin de l'ACAM, n°66 (enero-marzo de 2007), Val-de-Marne
  - Paul Van Melle, "Ressusciter les auteurs méconnus", en Bulletin, n°208 (septiembre de 2006), La Hulpe
  - Artículo en lengua armenia, "Les œuvres de Sayat-Nova en français !", en Hayastani Hanrapetoutyoun, (16 de febrero de 2007), Ereván[15]
  - Artículo : Jean-Baptiste Para, "Historiens de l'Antiquité", en Europe, n° 945-946 (enero-febrero de 2008), p. 345-346
- Éclats d’une poétique du devenir posthumain (Posthumanismo), 2000-2007 (Libro II), Éditions L’Harmattan, Paris, 2007 (libro dedicado a Lucie Aubrac), ISBN 978-2-296-03301-6
  - Artículo sobre el libro : Paul Van Melle, "Por una poética del pensamiento", en Bulletin, n° 214, La Hulpe
- Fulguriances y otras figuras, (1980-2007), postfacio de Philippe Tancelin, L'Harmattan, mayo de 2008, (libro dedicado a Aleksandr Blok), ISBN 978-2-296-05656-5
  - Lectura de Fulguriances al Théâtre Noir du Lucernaire de Paris, lunes 16 de junio de 2008, montaje y dramaturgia : Philippe Tancelin, Dan Vimard, puesta en escena : Dan Vimard y la compañía Kaléidoscope Bleu con la colaboración del CICEP (Centro Internacional de Creación d'Espacios Poeticos, creado en 1981 por Jean-Pierre Faye, Geneviève Clancy, Stéphanette Vendeville y Philippe Tancelin)
  - Artículo sobre el libro : Paul Van Melle, "Pensear... en silencio o non", en Bulletin n°224, La Hulpe
- Serge Venturini / Սերժ Վենտուրինի, Et gravir / Եւ լեռն ի վեր, (Y trepar), traducción de una elección de textos por Benjamin Tchavouchian, Élisabeth Mouradian, directora de la publicación armenia bilingüe (francés-armenio) Hovik Vardoumian, edición "Fiestas", Ereván, 2008, 113 p., ISBN 978-99941-59-42-0[3]
- Éclats d’une poétique du devenir transhumain (Transhumanismo), 2003-2008 (Livre III), edición L’Harmattan, colección « Poetas de los cincos continentes », Paris, 2009 (libro dedicado a Missak Manouchian, « a el hombre-poeta, revolucionario resistente ») ISBN 978-2-296-09603-5
- Éclats d’une poétique du devenir, Journal du transvisible, (Livre IV) 2007-2009 edición L’Harmattan, Paris, febrero de 2010, colección « Poètes des cinq continents » ISBN 978-2-296-11117-2
- (en francés) Avant tout et en dépit de tout (2000-2010), (dedicado a Marina Tsvetáyeva), edición L’Harmattan, Paris, diciembre de 2010, colección « Poètes des cinq continents », ISBN 978-2-296-13176-7
- (en francés) (en armenio) (traducción) Yegishe Carenc (Yegishe Soghomorian, 1897-1937), Leyenda dantesca (1915-1916), (dedicado a Liu Xiaobo), edición L’Harmattan, Paris, diciembre de 2010, colección "Lettras armenias" n°2, ISBN 978-2-296-13174-3
- (en francés) Éclats d’une poétique de l'inaccompli, (2009-2012) (Livre V), (dedicado a René Char) edición L'Harmattan, colección « Poètes des cinq continents », Paris, 2012 ISBN 978-2-296-55628-7
- (en francés) Éclats d'une poétique de l'approche de l'inconnaissable, (Livre VI), (dedicado a Laurent Terzieff) (2010-2013), coll. « Poètes des cinq continents », éd. L'Harmattan, Paris, 2013, ISBN 978-2-343-00522-5
- (en francés) Éclats d'une poétique des métamorphoses, Livre VII, (dedicado a Gilles-Claude Thériault), (2013-2015), coll. « Poètes des cinq continents », éd. L'Harmattan, Paris, nov. 2015, ISBN 9782343078311
- (en francés) Du fleuve débordant Du fleuve sans retour (essai en poésie) (dedicado a Antoinette Giuliani), postface de Philippe Tancelin, coll. « Poètes des cinq continents », éd. L'Harmattan, Paris, sept. 2017, ISBN 9782343127323
- (en armenio)  հորդացող գետի անվերադարձ գետի գետի մա ին մա ին  (Título en armenio), por Yvette-Nvart Vartanian, Prólogo de Hovik Vardoumian, prefacio por David Shahnazarian, Postface de Philippe Tancelin, Proyecto Gerente de la edición de Élisabeth Mouradian, ed. VMV impresion, Erevan noviembre 2024, 174 paginas ISBN 9789939608792
- (en francés) Yeghishe Charents, présentation chronologique, dans le vent de l'histoire suivi de Nausicaa de Yéghiché Tcharents (Version de Serge Venturini avec l'aide d'Élisabeth Mouradian), coll. « Lettres arméniennes », éd. L'Harmattan, Paris, octubre de 2018, ISBN 9782343158617
- (en francés) Tcharents nuestro contemporáneo suivi de Multitudes locas avec l'aide d'Élisabeth Mouradian, coll. « Lettres arméniennes », éd. L'Harmattan, Paris, février 2020. ISBN 9782343158617